# Atarba (Atarba) anthracina
Atarba (Atarba) anthracina is een tweevleugelige uit de familie steltmuggen (Limoniidae). De soort komt voor in het Neotropisch gebied.